# Denethor
Denethor II, filho de Ecthelion II, é um personagem fictício do romance de J. R. R. Tolkien O Senhor dos Anéis. Ele foi o 26º Regente de Gondor, morrendo por suicídio na cidade sitiada de Minas Tirith durante a Batalha dos Campos do Pelennor.
Denethor é retratado como amargurado e desesperado enquanto as forças de Mordor se aproximam de Gondor. Críticos notaram o contraste entre Denethor e  Théoden, o bom rei de Rohan [en], e Aragorn, o verdadeiro rei de Gondor. Outros compararam Denethor ao Rei Lear de Shakespeare, ambos os governantes caindo em um desespero perigoso.
Na trilogia cinematográfica de O Senhor dos Anéis, Peter Jackson optou por retratar Denethor, interpretado por John Noble, como ganancioso e autoindulgente, muito diferente do líder poderoso de Tolkien [en].

## Biografia ficcional

Bandeira dos Regentes de Gondor.

No universo da Terra Média de Tolkien, Denethor é o primeiro filho e terceira criança de Ecthelion II, um Regente de Gondor. Ele se casa com Finduilas, filha do Príncipe Adrahil de Dol Amroth. Ela dá à luz dois filhos, Boromir e Faramir, mas morre quando eles têm dez e cinco anos, respectivamente. Denethor nunca se casa novamente, tornando-se mais sombrio e silencioso. Ele é um homem de grande força de vontade, visão e poder, mas também excessivamente confiante. Gandalf o descreve como "orgulhoso e sutil, um homem de linhagem e poder muito maiores [que Théoden de Rohan], embora não seja chamado de rei." Gandalf prossegue:
| “ | Ele não é como os outros homens desta era… por algum acaso, o sangue de Westernesse corre quase puro nele, como no seu outro filho, Faramir, e não em Boromir. Ele tem visão de longo alcance. Pode perceber, se direcionar sua vontade para isso, muito do que se passa na mente dos homens, mesmo daqueles que vivem muito longe. É difícil enganá-lo, e perigoso tentar. | ” |

Diferentemente de Saruman, Denethor é forte demais para ser diretamente corrompido por Sauron. Ele começa a usar secretamente um palantír para sondar a força de Sauron, insistindo, erroneamente, que pode controlá-lo. O esforço o envelhece rapidamente, e a impressão da força avassaladora de Sauron que ele obtém do palantír o deprime profundamente, já que Sauron manipula o que Denethor vê. A morte de Boromir intensifica seu desespero. Mesmo assim, ele continua a combater Sauron até que as forças de Mordor chegam aos portões de Minas Tirith, momento em que perde toda esperança. No ensaio publicado sobre os palantíri, Tolkien escreveu:
| “ | Ele [Denethor] deve ter suspeitado que a pedra de Ithil [o palantír de Sauron] estava em mãos malignas, e arriscou contato com ela, confiando em sua força. Sua confiança não era totalmente injustificada. Sauron não conseguiu dominá-lo e só pôde influenciá-lo por meio de enganos. Saruman caiu sob o domínio de Sauron... [enquanto] Denethor permaneceu firme em sua rejeição a Sauron, mas foi levado a crer que sua derrota era inevitável, e assim caiu em desespero. As razões para essa diferença foram, sem dúvida, que, em primeiro lugar, Denethor era um homem de grande força de vontade e manteve a integridade de sua personalidade até o golpe final da (aparentemente) ferida mortal de seu único filho sobrevivente. | ” |

Quando a invasão se torna certa, Denethor ordena que os faróis de alerta de Gondor sejam acesos e convoca forças das províncias de Gondor e de Rohan, enquanto o povo de Minas Tirith é enviado para um lugar seguro. Denethor ordena que seu filho Faramir leve seus homens para defender a travessia do rio em Osgiliath e a grande muralha do Rammas Echor. Faramir é ferido, aparentemente de forma mortal; seu corpo é levado de volta à cidade.

'Então continue esperando!' riu Denethor. 'Não te conheço, Mithrandir? Tua esperança é governar em meu lugar, estar por trás de cada trono, norte, sul ou oeste... Então! Com a mão esquerda, tu me usarias por um tempo como um escudo contra Mordor, e com a direita trarias esse Guardião do Norte para me suplantar. Mas eu te digo, Gandalf Mithrandir, não serei teu instrumento! Sou Regente da Casa de Anárion. Não me rebaixarei a ser o camareiro senil de um arrivista. Mesmo que sua reivindicação fosse provada para mim, ele ainda vem apenas da linhagem de Isildur. Não me curvarei a tal, o último de uma casa esfarrapada, há muito desprovida de senhorio e dignidade.'

Denethor, devastado pela aparente perda de seu filho, ordena que seus servos o queimem vivo em uma pira funerária preparada para ele e Faramir em Rath Dínen. Ele quebra a vara branca de seu cargo sobre o joelho, jogando os pedaços nas chamas. Deita-se na pira e morre, segurando o palantír em suas mãos. Faramir é salvo das chamas por Gandalf.

## Análise

### Falhas de caráter
A loucura e desespero de Denethor [en] foram comparados aos de Rei Lear de Shakespeare [en]. Ambos os governantes se enfurecem quando seus filhos (Faramir e Cordélia, respectivamente) se recusam a ajudá-los, mas depois sofrem com a morte de seus filhos – que, no caso de Faramir, é apenas percebida. Segundo Michael D. C. Drout [en], tanto Denethor quanto Lear "desesperam da misericórdia de Deus", algo extremamente perigoso em um líder que precisa defender seu reino. Sauron leva Denethor ao suicídio ao mostrar no Palantír a Frota Negra se aproximando de Gondor, enquanto oculta o fato de que os navios carregam as tropas de Aragorn, que vêm para resgatar Gondor. O estudioso de Tolkien Tom Shippey [en] comenta que isso faz parte de um padrão em torno do uso do palantír, de que não se deve tentar prever o futuro, mas confiar na sorte e tomar decisões corajosamente, enfrentando o dever em cada situação. A medievalista Elizabeth Solopova [en] observa que, ao contrário de Aragorn, Denethor é incapaz de exibir o que Tolkien, em Beowulf: os Monstros e os Críticos, chamou de " coragem nórdica", ou seja, o espírito de continuar enfrentando uma derrota e morte certas. Alex Davis, na Enciclopédia de J. R. R. Tolkien, escreve que muitos críticos examinaram a queda e a liderança corrompida de Denethor, enquanto Richard Purtill identifica seu orgulho e egoísmo, um homem que considera Gondor sua propriedade.

### Denethor vs Théoden
A estudiosa de Tolkien Jane Chance [en] contrasta Denethor com outro "rei germânico",  Théoden, e com o "verdadeiro rei" de Gondor, Aragorn. Na visão de Chance, Théoden representa o bem, Denethor o mal; ela observa que seus nomes são quase anagramas, e que, enquanto Théoden acolhe o Hobbit Merry Brandebuque [en] em seu serviço com amizade calorosa, Denethor aceita o amigo de Merry, Pippin Took [en], com um contrato severo de fidelidade. Chance escreve que Tolkien ainda contrapõe Théoden e Denethor ao "senhor cristão" Aragorn. Em sua opinião, Denethor "falha como pai, mestre, regente e homem racional", sucumbindo ao desespero, enquanto Aragorn é corajoso na batalha, gentil com seu povo e possui o atributo cristão de cura.
Shippey faz a mesma comparação, estendendo-a a vários elementos das histórias dos dois homens, escrevendo que Théoden vive por uma teoria de coragem nórdica e morre pelo desespero de Denethor.
| Elemento da história                                              | Théoden, Rei de Rohan                    | Denethor, Regente de Gondor                    |
| ----------------------------------------------------------------- | ---------------------------------------- | ---------------------------------------------- |
| Subgrupo encontra um estranho útil                                | Aragorn, Gimli e Legolas encontram Éomer | Frodo e Sam encontram Faramir                  |
| Líder do subgrupo confronta o estranho                            | Aragorn desafia Éomer                    | Frodo esconde sua missão de Faramir            |
| Estranho decide ajudar o grupo, contra os desejos de seu superior | Éomer empresta cavalos                   | Faramir deixa Frodo e Sam irem                 |
| Líder é um homem velho que perdeu um filho                        | Théodred morreu em batalha               | Boromir morreu salvando os Hobbits             |
| Líder vê outro herdeiro como "substituto duvidoso"                | Éomer é um sobrinho                      | Faramir é estudioso, não guerreiro             |
| Líder morre durante a Batalha dos Campos do Pelennor              | Théoden morre em batalha                 | Denethor comete suicídio durante a batalha     |
| Salão do líder é descrito em detalhes                             | Meduseld [en], o "salão dourado"         | O salão de pedra em Minas Tirith               |
| Hobbit jura lealdade ao líder [en]                                | Merry junta-se aos Cavaleiros de Rohan   | Pippin torna-se um guarda do palácio de Gondor |

## Adaptações

### Versões iniciais
Denethor foi dublado por William Conrad na adaptação animada de 1980 de O Retorno do Rei da Rankin/Bass, e por Peter Vaughan na BBC Radio na serialização de 1981.

### Filmes de Peter Jackson
Denethor é interpretado por John Noble no filme O Senhor dos Anéis: O Retorno do Rei de Peter Jackson. O filme retrata Denethor de maneira muito mais negativa que o romance. Tolkien descreve Denethor como:
| “ | um homem magistral, sábio e erudito além da medida de seus dias, e de vontade forte, confiante em seus próprios poderes, e destemido. (...) Ele era orgulhoso, mas isso não era de forma alguma pessoal: ele amava Gondor e seu povo, e considerava-se designado pelo destino para liderá-los neste momento desesperador. | ” |

Shippey comenta que, enquanto o Denethor de Tolkien é um governante frio fazendo o melhor por seu país, o de Jackson é apresentado como ganancioso e autoindulgente; Shippey chama a cena em que ele devora uma refeição, enquanto seu filho Faramir é enviado a uma luta sem esperança, de um "uso flagrante de sugestão cinematográfica".
A Christianity Today escreveu que os filmes "perderam as profundezas morais e religiosas" do livro, como quando transformaram "a terrível sutileza e complexidade do mal" em algo trivialmente óbvio. Citou como exemplo a caricatura do poderoso Regente de Gondor, Denethor, como "um idiota rosnante e babante, em vez de um pessimista nobre".
Daniel Timmons escreve na Enciclopédia de J. R. R. Tolkien que Jackson caracteriza Denethor e outros de maneira "muito distante do texto de Tolkien", mas que a versão cinematográfica consegue "dramatizar a tentação insidiosa ao mal" e que, por meio das quedas de Saruman, Denethor e Sauron, vemos "os amargos frutos da cobiça por poder e sua influência corruptora."

### J. R. R. Tolkien
1. ↑  Tolkien 1996, pp. 206–207
2. 1 2 3 4 5  Tolkien 1955, livro 5, cap. 1 "Minas Tirith"
3. 1 2 3  Tolkien 1980, pp. 526–527
4. ↑  Tolkien 1955, livro 5, cap. 3 "A Mobilização de Rohan"
5. 1 2  Tolkien 1955, livro 5, cap. 4 "O Cerco de Gondor"
6. 1 2  Tolkien 1955, livro 5, cap. 7 "A Pira de Denethor"

- Tolkien, J. R. R. (1955). The Lord of the Rings: The Return of the King [O Senhor dos Anéis: O Retorno do Rei]. Boston: Houghton Mifflin. OCLC 519647821
- Tolkien, J. R. R. (1980).  Tolkien, Christopher, ed. Unfinished Tales [Contos Inacabados]. Boston: Houghton Mifflin. ISBN 978-0-395-29917-3
- Tolkien, J. R. R. (1996).  Tolkien, Christopher, ed. The Peoples of Middle-earth [Os povos da Terra-média]. Boston: Houghton Mifflin. ISBN 978-0-395-82760-4